# Netwerk (televisieprogramma)
Netwerk was een actualiteitenrubriek op de Nederlandse Publieke Omroep. Netwerk werd rond 20.25 uur uitgezonden. 

## Geschiedenis
Het programma ontstond uit een samenvoeging van de actualiteitenrubrieken Televizier (AVRO), Brandpunt (KRO) en Hier en Nu (NCRV) en werd verdeeld over de drie voornoemde omroepen. Die hadden zelf het initiatief genomen, buiten medeweten van hun omroepbazen, die niets zagen in gezamenlijke programma's en vooral hun eigen omroep wilden profileren. Bij de naam Netwerk moest dan ook altijd de verzorgende omroep van die dag worden genoemd.
De eerste uitzending op 1 september 1996 werd verzorgd door de KRO. Op 30 augustus 2004 nam de EO de plaats in van de AVRO. De raad van bestuur van de Publieke Omroep besliste dat de AVRO plaats moest maken voor de Evangelische Omroep, omdat Nederland 1 een zender moest worden van de christelijke omroepen. Ondanks verzet van de AVRO en van de gehele Netwerk-redactie ging de gedwongen ruil door. Sindsdien maakt de AVRO met de TROS TweeVandaag, dat sinds 2 september 2006 EénVandaag heet en op Nederland 1 wordt uitgezonden. Eén dag eerder, op 1 september 2006, zond de KRO voor de laatste keer Netwerk uit. Dit ging gepaard met een live-uitzending vanuit het Gooiland Theater in Hilversum. De KRO stapte uit het programma, omdat ze het niet eens was met de nieuwe uitzendtijd (van 20:30 uur naar 19:30 uur) en de verandering van zender (van Nederland 1 naar Nederland 2). Vanaf 2007 werd de uitzendtijd 20.25 uur. Toen Netwerk begon was het nog een programma met een gezamenlijke redactie. Daarna was er in feite sprake van verschillende programma's met eigen redacties, decors en presentatoren.
De uitzendingen werden in de laatste jaren verzorgd door de EO (dinsdag en donderdag) en de NCRV (maandag, woensdag en vrijdag). De actualiteitenrubriek sleepte meerdere gerenommeerde prijzen in de wacht, waaronder tot tweemaal toe een Emmy Award. Dat laatste is bijzonder voor de Nederlandse televisie. Netwerk maakte geruchtmakende scoops met onder meer onthullingen over de rol van justitie in de Schiedammer parkmoord, het handelen van de IND inzake de terugkeer van Congolese asielzoekers, en de wantoestanden in de Justitiële Jeugdinrichting Harreveld.
Op 3 september 2010 werd de laatste aflevering van Netwerk uitgezonden. Het programma verdween om plaats te maken voor afzonderlijke actualiteitenrubrieken van de deelnemende omroepen. De EO ging verder met het actualiteitenprogramma Uitgesproken EO. De NCRV maakte van 10 september 2010 t/m 16 december 2014 het opinieprogramma Altijd Wat, dat op vrijdagavond werd uitgezonden, later op dinsdagavond. De KRO ging verder met Brandpunt.

## Presentatoren
| Presentator            | Omroep | Periode   |
| ---------------------- | ------ | --------- |
| Ria Bremer             | AVRO   | 1997      |
| Tijs van den Brink     | EO     | 2004–2010 |
| Margje Fikse           | EO     | 2008–2010 |
| Karel van de Graaf     | AVRO   | 1996-2001 |
| Pieter Jan Hagens      | AVRO   | 1998-2003 |
| Sven Kockelmann        | KRO    | 1999-2006 |
| Liesbeth van der Kruit | KRO    | 1998      |
| Marjan Moolenaar       | EO     | 2010      |
| Chazia Mourali         | NCRV   | 1996-1998 |
| Frank du Mosch         | NCRV   | 1999-2010 |
| Ghislaine Plag         | NCRV   | 2008-2010 |
| Fons de Poel           | KRO    | 1996-2006 |
| Aart Zeeman            | NCRV   | 1996-2009 |
| André Zwartbol         | EO     | 2004-2008 |

## Trivia
- In 1978 presenteerde Mies Bouwman bij de AVRO een televisietalkshow, eveneens onder de naam Netwerk. Na zes afleveringen besloot de AVRO dit programma te staken, wegens tegenvallende kijk- en waarderingscijfers en boze reacties van kijkers.